# Monumentos históricos de Nóvgorod y sus alrededores
Monumentos históricos de Nóvgorod y sus alrededores es un conjunto del Patrimonio de la Humanidad que incluye una serie de monumentos medievales en y alrededor de la ciudad de Veliki Nóvgorod, Rusia. El sitio fue inscrito en 1992. La descripción del bien que recoge la Unesco es la siguiente:

Situada en la antigua ruta comercial entre el Asia Central y Europa Septentrional, Novgorod fue la primera capital de Rusia en el siglo IX. Con sus numerosas iglesias y monasterios, esta ciudad fue un centro importante de la vida espiritual ortodoxa y de la arquitectura rusa. Sus monumentos medievales y los frescos ejecutados en el siglo XIV por Teófanes el Griego, el maestro de Andrei Rublev, ilustran el extraordinario desarrollo alcanzado por la arquitectura y la creación artística de la época.
Monumentos históricos de Novgorod y sus alrededores

## Historia
Nóvgorod fue entre los siglos IX y XV una de las ciudades más significativas de la Rusia medieval. Estaba en la ruta comercial de los varegos a los griegos y era el centro de la república de Nóvgorod, que incluyó la mayor parte de lo que es actualmente la Rusia del noroeste. Desde el siglo XII, fue un ejemplo de una república medieval, en la que las decisiones eran tomadas por el veche -una asamblea de la población de la ciudad - y el príncipe era elegido. (La única otra ciudad rusa con una organización similar fue Pskov.) 
Nóvgorod fue una de las pocas áreas de Rusia que no fue afectada por las invasiones mongolas, y en particular, la construcción de iglesias continuó en Nóvgorod en el siglo XIV.
Nóvgorod fue también la sede del arzobispo y un importante centro cultural. Los primeros manuscritos rusos conocidos se produjeron en Nóvgorod en el siglo XI. La arquitectura rusa de aquella época y la pintura rusa se originaron en Nóvgorod y en Pskov. Uno de los más importantes pintores rusos medievales, Teófanes el Griego, trabajó en Nóvgorod.

## Sitios de la declaración de la Unesco
Los sitios listados individualmente en la declaración de la Unesco son los siguientes:
| N.º ID. |  | Elemento | Cооrdenadas                                                                           |
| ------- |  | --- | ------------------------------------------------------------------------------------- |
| 604-001 |  | Centro histórico de Nóvgorod (oeste) y Kremlin de Nóvgorod                                                               | 58°31′18″N 31°16′34″E / 58.52167, 31.27611                                            |
| 604-002 |  | Centro histórico de Nóvgorod (este) con el conjunto de la Corte de Yaroslav y Monasterio de Nuestra Señora del Signo     | 58°31′08″N 31°17′00″E / 58.51889, 31.28333                                            |
| 604-003 |  | Monasterio de Zverin y sus alrededores                                                                                   | 58°32′10″N 31°16′34″E / 58.53611, 31.27611                                            |
| 604-004 |  | Monasterio de San Antonio                                                                                                | 58°32′24″N 31°17′18″E / 58.54000, 31.28833                                            |
| 604-005 |  | Iglesia de la Natividad en el Campo                                                                                      | 58°31′25″N 31°18′37″E / 58.52361, 31.31028                                            |
| 604-006 |  | Iglesia de Nereditsa (de 1198)                                                                                           | 58°29′50″N 31°18′42″E / 58.49722, 31.31167                                            |
| 604-007 |  | Restos de la Iglesia de la Anunciación en Gorodishche                                                                    | 58°29′39″N 31°17′53″E / 58.49417, 31.29806                                            |
| 604-008 |  | Monasterio de Peryn | 58°28′22″N 31°16′25″E / 58.47278, 31.27361                                            |
| 604-009 |  | Monasterio de Yuriev | 58°29′13″N 31°17′04″E / 58.48694, 31.28444                                            |
| 604-010 |  | Iglesias en el lago Myachino: Iglesia de San Juan el Misericordioso en Myachina e Iglesia de la Resurrección en Myachina | 58°30′28″N 31°16′32″E / 58.50778, 31.27556 58°29′35″N 31°15′01″E / 58.49306, 31.25028 |
| 604-011 |  | Iglesia de San Pedro y San Pablo en el Monte Sinichya (en Sinichya) (1185-1192)                                          | 58°30′34″N 31°15′32″E / 58.50944, 31.25889                                            |

## Composición
Una lista detallada de los monumentos históricos y culturales de Nóvgorod y sus alrededores con un valor universal excepcional, incluidos en la decisión de la sesión de aniversario del Comité del Patrimonio Mundial en 1992 se puede consultar en el artículo de la Wikipedia en ruso. Algunos de los más destacados   son: (muchos de los objetos están guardados en la reserva del museo de Novgorod). 
- Suelos construidos entre los siglos IX y XVII.
- Cámara de Facetas, oficialmente listada en el conjunto del Kremlin de Nóvgorod, 1433.
- Murallas y foso del Okolny Gorod, siglos XIV-XVI;
- Torre Alexios del Gorod Okolny, siglo XVI;
- Iglesia de San Nicolás en la isla de Lipno, 1292.[2]
- Conjunto del Peryn Skete.
- Iglesia de San Pedro y San Pablo en Kozhevniki, 1406;
- Iglesia de San Pedro y San Pablo en Slavna, 1367
- Iglesia de Theodore Stratelates en calle Shirkova, siglo XIII
- Iglesia de la trinidad en Yamskaya Sloboda (siglo XIV)
- Iglesia de San Blasio, 1407;
- Iglesia de San Nicolás el Blanco del Monasterio Blanco de San Nicolás, 1312-1313;
- Iglesia de los Doce Apóstoles, 1454-1455;
- Iglesia de Santo Tomás en el lago Myachino, 1463-1464;
- Iglesia de la Anunciación, 1553;
- Iglesia de San Felipe el Apóstol y San Nicolás, 1526;
- Iglesia de la Transfiguración en la calle Santa Ilia, 1374;
- Iglesia de San Clemente, 1520;
- Iglesia de Demetrio de Tesalónica con el campanario, 1462;
- Iglesia de Teodoro Stratelates, 1360-1361;
- Iglesia de la natividad en Krasnoye Pole, 1380;
- Monasterio de Znamensky;
- Iglesia de la Trinidad del Monasterio del Espíritu Santo, 1557;
- Iglesia de Saint Boris y Saint Gleb en Plotniki, 1536;
- Iglesia de San Juan Evangelista en Vitka, 1383-1384;
- Iglesia de la Natividad de los Theotokos del monasterio de Mikhaylitsky, 1379;
- Iglesia de San Miguel, 1557;
- Iglesia de San Miguel en Torg, 1300.

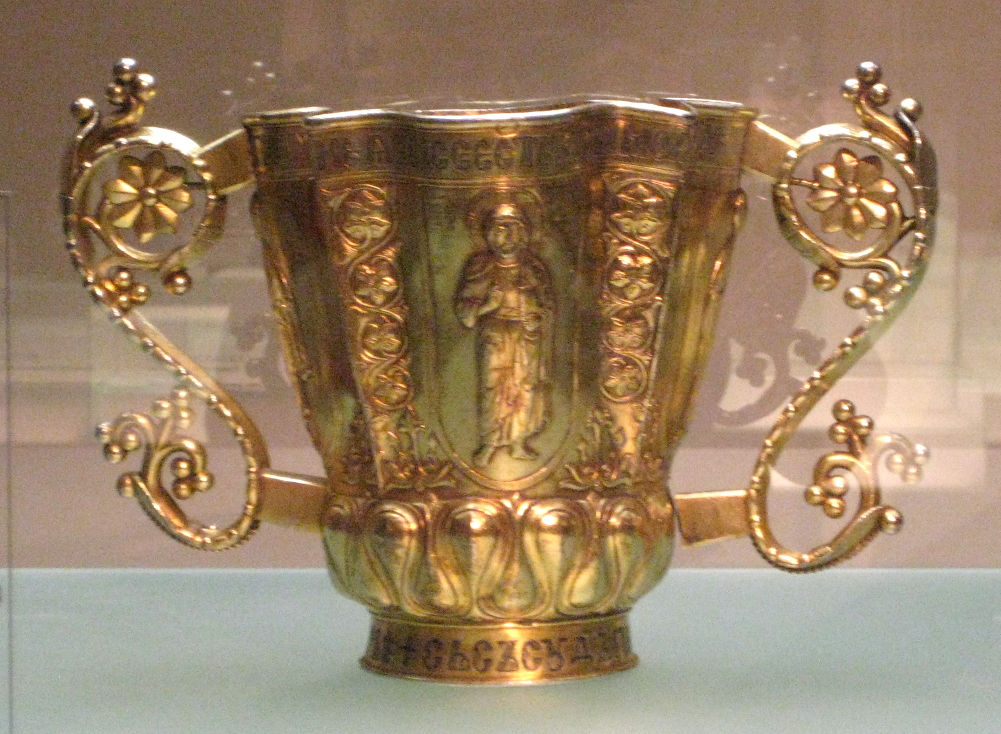
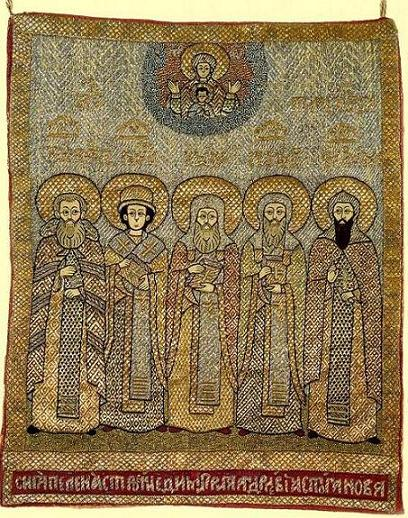
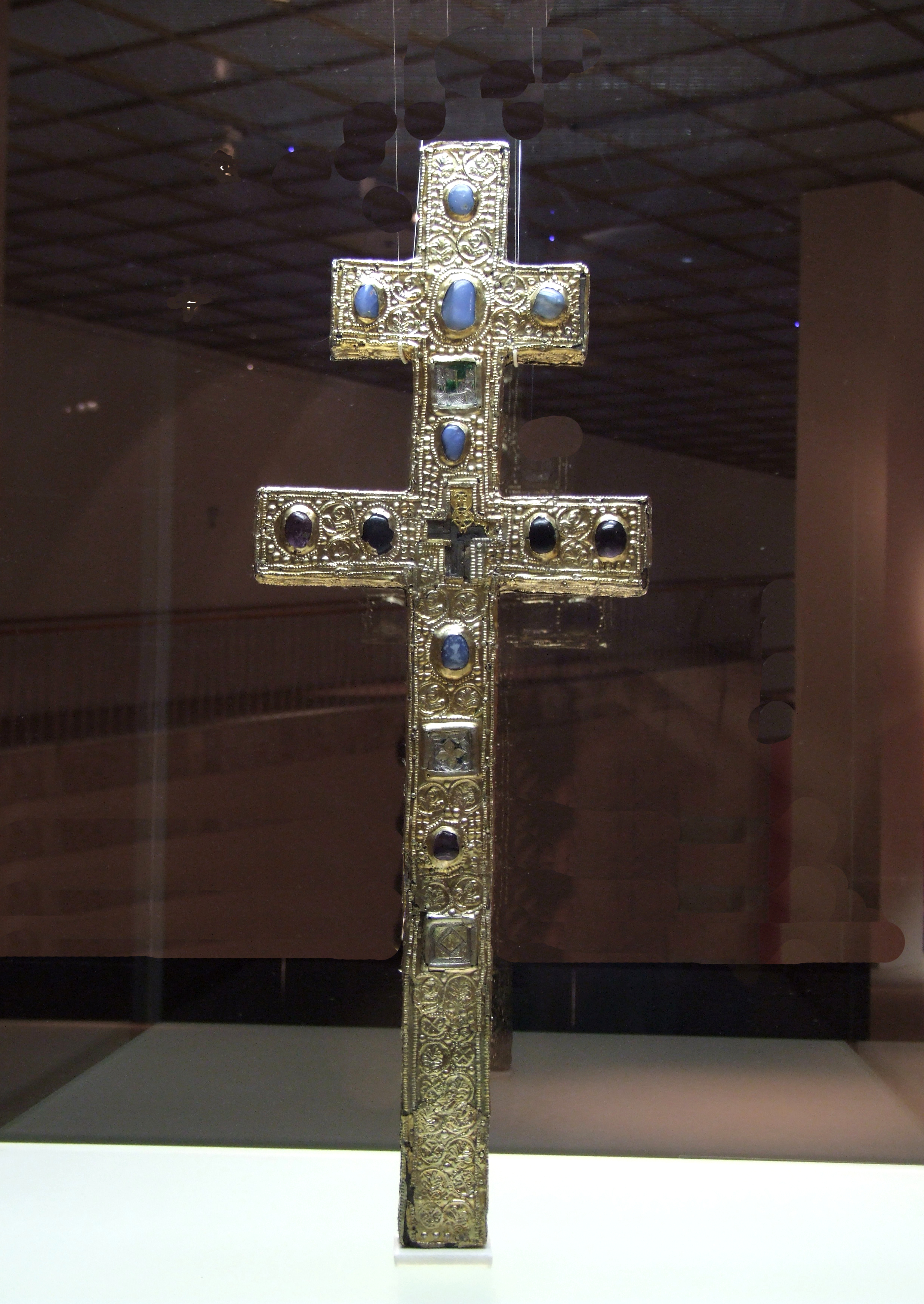
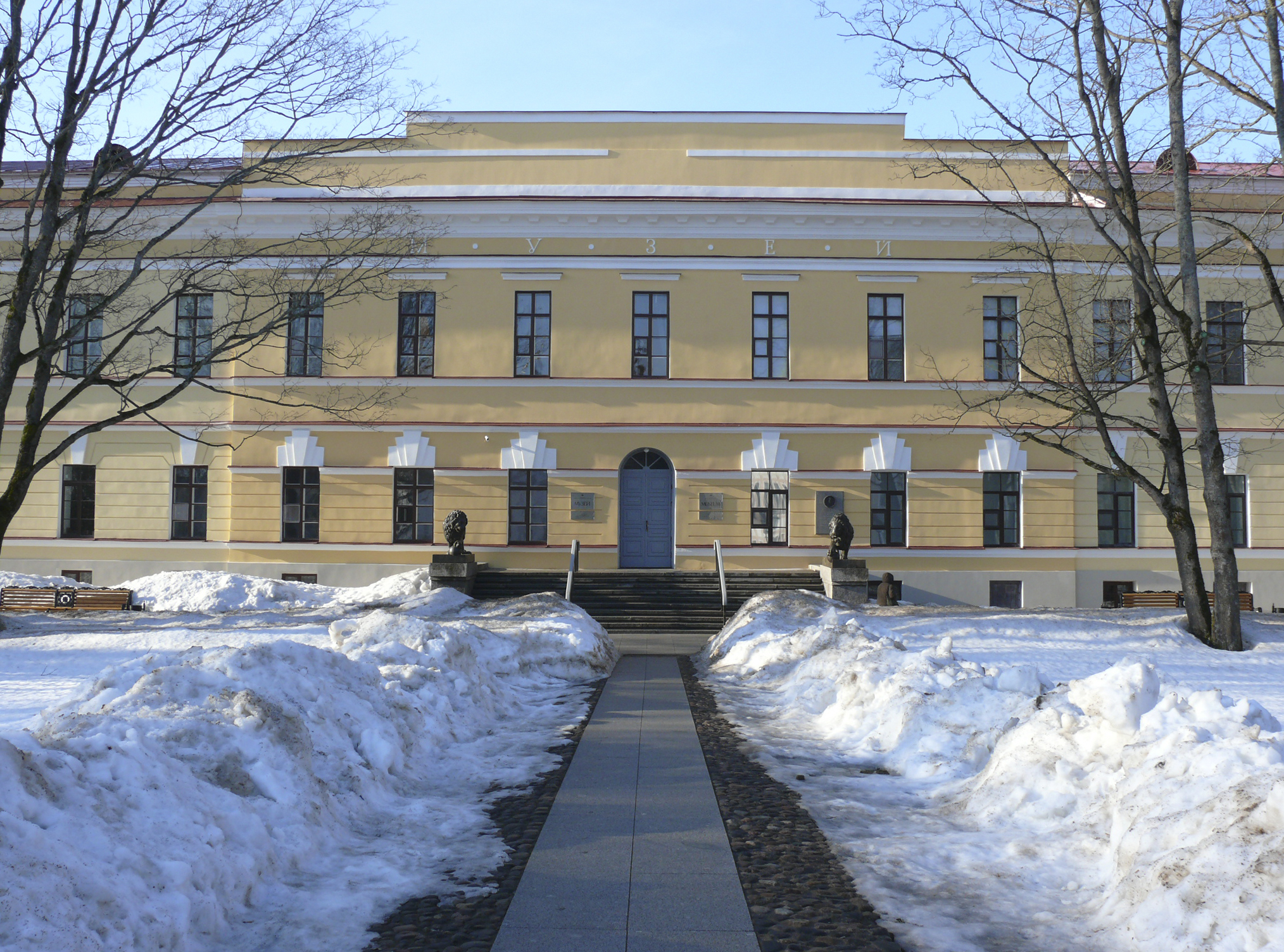